# Região Geográfica Intermediária de Governador Valadares
A Região Geográfica Intermediária de Governador Valadares é uma das treze regiões intermediárias do estado brasileiro de Minas Gerais e uma das 134 regiões intermediárias do Brasil, criadas pelo Instituto Brasileiro de Geografia e Estatística (IBGE) em 2017. É composta por 58 municípios, distribuídos em quatro regiões geográficas imediatas.
Sua população total estimada pelo Instituto Brasileiro de Geografia e Estatística (IBGE) para 1º de julho de 2018 é de 771 775 de habitantes, distribuídos em uma área total de 26 025,679 km².
Governador Valadares é o município mais populoso da região intermediária, com 278 685 habitantes, de acordo com estimativas de 2018 do Instituto Brasileiro de Geografia e Estatística (IBGE).

## História
Os primeiros habitantes da região onde se localiza os municípios da região intermediária eram índios botocudos, guanahães e aimorés, em sua grande maioria. Na região de Aimorés, o contato com os homens brancos foi pacífico.  O desbravamento da região de Governador Valadares teve início no século XVI, em expedições como a de Sebastião Fernandes Tourinho que seguiam pelo curso do rio Doce à procura de metais preciosos em suas margens. Fernandes Tourinho acompanhou o caminho inverso do rio Doce até atingir o Rio Santo Antônio, no entanto o povoamento da região foi proibido no começo do século XVII, a fim de evitar contrabando do ouro extraído na região de Diamantina.
No século XVII, vários conquistadores à procura de ouro e pedras preciosas, alcançaram rios, próximos ao município Guanhães, onde se estabeleceram com fazendas de gado.

## Regiões geográficas imediatas
| Região geográfica imediata                         | Municípios | População Estimativa 2018 | Área (km²) |
| -------------------------------------------------- | --- | ------------------------- | ---------- |
| Região Geográfica Imediata de Governador Valadares | Alpercata Capitão Andrade Conselheiro Pena Coroaci Divino das Laranjeiras Engenheiro Caldas Fernandes Tourinho Frei Inocêncio Galileia Goiabeira Gonzaga Governador Valadares Itanhomi Jampruca Marilac Mathias Lobato Nacip Raydan Santa Efigênia de Minas São Geraldo da Piedade São Geraldo do Baixio São José da Safira Sardoá Sobrália Tarumirim Tumiritinga Virgolândia | 452 901                   | 11 252,660 |
| Região Geográfica Imediata de Guanhães             | Cantagalo Coluna Divinolândia de Minas Dom Joaquim Dores de Guanhães Frei Lagonegro Guanhães José Raydan Materlândia Paulistas Peçanha Rio Vermelho Sabinópolis Santa Maria do Suaçuí São João Evangelista São José do Jacuri São Pedro do Suaçuí São Sebastião do Maranhão Senhora do Porto Virginópolis                                                                     | 194 783                   | 9 326,463  |
| Região Geográfica Imediata de Mantena              | Central de Minas Itabirinha Mantena Mendes Pimentel Nova Belém São Félix de Minas São João do Manteninha | 64 979                    | 1 851,340  |
| Região Geográfica Imediata de Aimorés-Resplendor   | Aimorés Cuparaque Itueta Resplendor Santa Rita do Itueto | 59 112                    | 3 595,216  |
| Total                                              | 58 | 771 775                   | 26 025,679 |